# Староватово
Староватово (якут.  ) — село в Вилюйском улусе Якутии России. Входит в состав Халбакинского наслега. Население — 71 чел. (2021), большинство — якуты .

## География
Село расположено на западе региона, в восточной части Центрально-Якутской равнины, у реки Вилюй и озера Хар-Балаган.
Географическое положение
Расстояние до улусного центра — города Вилюйск — 12 км., до центра наслега — села Тосу — 6 км..
климат
В населённом пункте, как и во всем районе, климат резко континентальный, с продолжительным зимним и коротким летним периодами. Зимой погода ясная, с низкими температурами. Устойчивые холода зимой формируются под действием обширного антициклона, охватывающего северо-восточные и центральные улусы. Средняя месячная температура воздуха в январе находится в пределах от −28˚С до −40˚С..

## История
Согласно Закону Республики Саха (Якутия) от 30 ноября 2004 года N 173-З N 353-III село вошло в образованное муниципальное образование Халбакинский наслег.

## Население
| 2002 | 2010 | 2021 |
| ---- | ---- | ---- |
| 93   | ↘78  | ↘71  |

Национальный состав
Согласно результатам переписи 2002 года, в национальной структуре населения якуты составляли 98 % от общей численности населения в 93 чел..

## Инфраструктура
Водоснабжение осуществляется из озера, очистных сооружений нет.
Переправа через р. Вилюй соединяет село с городом Вилюйск.

## Транспорт
Автодорога федерального значения «Эдьигээн».